# Fiat 6-8 HP
El Fiat 6-8 HP es un automóvil construido por la empresa italiana Fiat desde 1900 hasta 1901. Este modelo deriva de la  Fiat 3 ½ HP, primer automóvil construido por la marca, con la que compartía muchas características técnicas, pero disponiendo de un chasis más grande.

## Características técnicas
Al igual que la Fiat 3 ½ HP contaba con un motor de 2 cilindros en línea de 1082 cc, 2 válvulas por cilindros y una potencia máxima de 10 cv. La velocidad máxima se situaba en torno a los 45 km/h. La transmisión era de tres velocidades y contaba con marcha de retroceso (carente en la Fiat 3 ½ HP). Este modelo era tracción trasera.